# Consejo de Comunidades Leales
El Consejo de Comunidades Leales (en inglés: Loyalist Communities Council) es un grupo fundado en 2015 activo en Irlanda del Norte y defensor de la permanencia de este territorio en el Reino Unido. Agrupa miembros de las organizaciones paramilitares Fuerza Voluntaria del Ulster (UVF), Asociación en Defensa del Ulster (UDA) y el Red Hand Commando. Hereda el propósito de la Loyalist Commision, una extinta agrupación compuesta por los mismos integrantes, de unir los diferentes sectores del lealismo.

## Historia
Fundado en 2015, cuenta entre sus objetivos afrontar el abandono político de la clase trabajadora lealista. En las elecciones generales del Reino Unido de 2017 pidió el voto para el Partido Unionista Democrático (DUP) y el Partido Unionista del Ulster (UUP), aunque ambos partidos rechazaron su apoyo. Asimismo, se opone al Northern Ireland Protocol del acuerdo del Brexit debido a que considera que rompe los principios del Acuerdo de Viernes Santo de 1998, motivo por el que retiraron en marzo de 2021 su apoyo a este último.